# Eupteryx raczka
Eupteryx raczka är en insektsart som beskrevs av Irena Dworakowska 1994. Eupteryx raczka ingår i släktet Eupteryx och familjen dvärgstritar. Inga underarter finns listade i Catalogue of Life.